# Дарлінгтон (Південна Кароліна)
Дарлінгтон (англ. Darlington) — місто (англ. city) в США, в окрузі Дарлінгтон штату Південна Кароліна. Населення — 6149 осіб (2020).

## Географія
Дарлінгтон розташований за координатами 34°18′5″ пн. ш. 79°52′2″ зх. д. / 34.30139° пн. ш. 79.86722° зх. д. (34.301408, -79.867290).  За даними Бюро перепису населення США в 2010 році місто мало площу 11,78 км², уся площа — суходіл.

## Демографія
Згідно з переписом 2010 року, у місті мешкало 6289 осіб у 2636 домогосподарствах у складі 1638 родин. Густота населення становила 534 особи/км².  Було 2994 помешкання (254/км²).
Расовий склад населення:
| - 60,6 % — чорних або афроамериканців - 37,9 % — білих - 0,4 % — азіатів - 0,2 % — корінних американців |

До двох чи більше рас належало 0,7 %. Частка іспаномовних становила 0,7 % від усіх жителів.
За віковим діапазоном населення розподілялося таким чином: 23,8 % — особи молодші 18 років, 57,2 % — особи у віці 18—64 років, 19,0 % — особи у віці 65 років та старші. Медіана віку мешканця становила 41,6 року. На 100 осіб жіночої статі у місті припадало 76,5 чоловіків;  на 100 жінок у віці від 18 років та старших — 70,6 чоловіків також старших 18 років.
Середній дохід на одне домашнє господарство  становив 43 107 доларів США (медіана — 26 667), а середній дохід на одну сім'ю — 52 764 долари (медіана — 34 871). Медіана доходів становила 32 420 доларів для чоловіків та 28 046 доларів для жінок. За межею бідності перебувало 28,6 % осіб, у тому числі 36,7 % дітей у віці до 18 років та 19,5 % осіб у віці 65 років та старших.
Цивільне працевлаштоване населення становило 2368 осіб. Основні галузі зайнятості: освіта, охорона здоров'я та соціальна допомога — 28,3 %, науковці, спеціалісти, менеджери — 11,6 %, роздрібна торгівля — 11,4 %.